# ديف هيوز
ديف هيوز (بالإنجليزية: Dave Hughes)‏ هو محرر فيديو ‏ أمريكي، ولد في 28 أغسطس 1971.

## وصلات خارجية
- ديف هيوز على موقع IMDb (الإنجليزية)
- ديف هيوز على موقع قاعدة بيانات الفيلم (الإنجليزية)